# Värnamo stad
Denna artikel handlar om den tidigare kommunen Värnamo stad. För orten se Värnamo, för dagens kommun, se Värnamo kommun.
Värnamo stad var en kommun i Jönköpings län.

## Administrativ historik
Värnamo stad bildades 1 november 1920 genom en ombildning av Värnamo köping.
Den 1 januari 1947 (enligt beslut den 22 februari 1946) inkorporerades Värnamo landskommun, omfattande 205,04 km² (varav 184,47 km² land) och 3 685 invånare. I avseende på fastighetsredovisningen inkorporerades också Värnamo socken i staden.
Den 1 januari 1971 (i samband med kommunreformen 1971) ombildades staden till Värnamo kommun.
I likhet med andra under 1900-talet inrättade stadskommuner fick staden inte egen jurisdiktion utan låg fortsatt under landsrätt i Östbo tingslag till 1948 därefter i Östbo och Västbo domsagas tingslag.

### Kyrklig tillhörighet
Staden hörde i kyrkligt hänseende till Värnamo församling.

### Sockenkod
För registrerade fornfynd med mera så återfinns staden inom ett område definierat av sockenkod 0684 som motsvarar den omfattning staden hade kring 1950, vilket innebär att också Värnamo socken omfattas.

## Stadsvapen
Blasonering: En blå bjälkvis stående ström på guldfält.
Vapnet fastställdes av Kungl. Maj:t år 1922. Strömmen syftar på Lagan och guldfärgen skall antyda sanden i flygsandsfälten utanför Värnamo. Efter kommunbildningen registrerades vapnet för Värnamo kommun år 1974.

## Geografi
Värnamo stad omfattade den 1 januari 1952 en areal av 207,97 km², varav 187,36 km² land. Efter nymätningar och arealberäkningar färdiga den 1 januari 1957 omfattade staden den 1 november 1960 en areal av 209,65 km², varav 189,32 km² land.

### Tätorter i staden 1960
| Tätort  | Folkmängd |
| ------- | --------- |
| Värnamo | 10 912    |
| Åminne  | 245       |

Tätortsgraden i staden var den 1 november 1960 84,5 procent.

## Politik

### Mandatfördelning i valen 1920–1966
| 2 | 3 | 8 | 12 |

| 25 |

| 2 | 5 | 5 | 13 |

| 25 |

| 5 | 7 | 13 |

| 25 |

| 9 | 2 | 4 | 10 |

| 24 |

|  | 11 | 5 | 8 |

| 25 |

| 3 | 15 | 5 | 7 |

| 29 |

| 3 | 15 | 5 | 7 |

| 28 |

| 3 | 13 | 3 | 6 | 5 |

| 28 |

| 16 | 2 | 7 | 5 |

| 29 |

|  | 16 | 2 | 6 | 5 |

| 28 |

|  | 15 | 3 | 5 | 6 |

| 25 | 5 |

|  | 22 | 4 | 7 | 6 |

| 36 |

| 2 | 16 | 5 | 7 | 3 | 7 |

| 35 |